# 殭屍家族
《殭屍家族》（英語：Mr. Vampire II），1986年8月15日在英屬香港上映的魔幻片、殭屍片。

## 劇情
古董商郭敦煌（鍾發飾）在古墓中盜走了三具殭屍，意外弄醒殭屍父（張榮祥飾）、母（王玉環飾）並不慎放走了小殭屍（何健威飾）而招禍，中醫師林正英（林正英飾）發現奕豬膽（樓南光飾）身中屍毒，故與其女兒阿芝（李賽鳳飾）及記者男友夏友仁（元彪飾）尋找殭屍下落。女童嘉嘉（韓詩雨飾）誤會小殭屍是人蛇，收留房中並成為好友。其父胡（胡楓飾）發現後大驚，遂向警方求助，怎料殭屍父母竟殺入胡家。

## 演員
| 演员   | 角色         | 備註                                                                                             |
| 元彪   | 夏友仁       | 記者，阿芝的男友                                                                                 |
| 林正英 | 林醫生       | 即是醫生又是道士                                                                                 |
| 李賽鳳 | 阿芝         | 林醫生獨生女，夏友仁的女友                                                                       |
| 鍾發   | 郭敦煌教授   | 古董商，文物盗掘者，最後被奕豬膽和生番咬死                                                       |
| 樓南光 | 奕豬膽       | 郭敦煌的弟子之一，被男殭屍咬傷，並到林醫生的醫館醫療和被林醫生發現其傷口是殭屍咬傷，最後變成殭屍 |
| 劉秋生 | 生番         | 郭敦煌的弟子之一，最後變成殭屍                                                                   |
| 張榮祥 | 男殭屍       | 最後被射死                                                                                       |
| 王玉環 | 女殭屍       | 最後被桃木劍插死                                                                                 |
| 何健威 | 小殭屍、OK仔 | 胡嘉嘉的好友                                                                                     |
| 胡楓   | 胡先生       | 胡嘉嘉父親                                                                                       |
| 韓詩雨 | 胡嘉嘉       | 胡先生的女兒                                                                                     |
| 午馬   | 胡先生好友   | 胡先生的鄰居                                                                                     |
| 田俊   | 交通警察     |                                                                                                  |
| 馮淬帆 | 博物館官員   |                                                                                                  |
| 文雋   | 醫務處官員   |                                                                                                  |
| 曹達華 | 警局官員     |                                                                                                  |

## 外部連結
- 開眼電影網上《殭屍家族》的資料（繁體中文）
- 豆瓣电影上《殭屍家族》的資料 （简体中文）
- 时光网上《殭屍家族》的資料（简体中文）
- AllMovie上《殭屍家族》的资料（英文）
- 爛番茄上《殭屍家族》的資料（英文）
- 香港影庫上《殭屍家族》的資料（繁體中文）
- 互联网电影数据库（IMDb）上《殭屍家族》的资料（英文）